# Fernando Valenzuela
Fernando Valenzuela Anguamea (Etchohuaquila, 1º novembre 1960 – Los Angeles, 22 ottobre 2024) è stato un giocatore di baseball messicano naturalizzato statunitense che giocò nel ruolo di lanciatore nella Major League Baseball (MLB).

## Carriera
Valenzuela firmò con i Los Angeles Dodgers il 6 luglio 1979, debuttando l'anno successivo. Ad inizio carriera trovò difficoltà a comunicare con i propri ricevitori a causa della sua scarsa conoscenza della lingua inglese. Mike Scioscia, anch'egli a inizio carriera, decise di imparare lo spagnolo e alla fine divenne il "ricevitore personale" di Valenzuela prima di diventarlo a tempo pieno per i Dodgers.
Nel 1981, Valenzuela passò da un relativo anonimato allo status di superstar. Vinse tutte le prime otto gare come partente, di cui cinque shutout, finendo con un record di 13-7 e una media PGL di 2,48 nella stagione accorciata per uno sciopero dei giocatori. Oltre che per il suo dominio sul monte di lancio, fu il suo insolito stile di gioco ad attrarre l'attenzione del grande pubblico. Divenuto immediatamente un'icona, Valenzuela attirò grandi folle dalla comunità latina di Los Angeles ogni volta che lanciava e fece salire rapidamente la richiesta delle sue figurine. La grande quantità di interesse attorno al giocatore fu ribattezzata "Fernandomania." Durante il suo riscaldamento dal Dodger Stadium, gli altoparlanti risuonavano della hit degli ABBA del 1976 Fernando. Nel 1981, Valenzuela divenne il primo, e fino al 2017 l'unico, giocatore ad essere premiato con il Cy Young Award e come rookie dell'anno nella stessa stagione. A fine anno conquistò anche le World Series 1981 con i Dodgers che batterono i New York Yankees per 4-2.
Le miglior stagioni a livello statistico di Valenzuela furono tra il 1981 e il 1986, quando fu sempre convocato per l'All-Star e guidò la MLB con 21 vittorie nel 1986, sfiorando il secondo Cy Young Award che andò a Mike Scott degli Houston Astros. Valenzuela fu anche uno dei migliori battitori tra i lanciatori della sua epoca. In carriera batté 10 fuoricampo e saltuariamente il manager dei Dodgers Tommy Lasorda lo utilizzò come sostituto battitore. Per il resto della sua carriera con la squadra, tuttavia, Valenzuela fu meno efficace, principalmente a causa di problemi alla spalla. I Dodgers conquistarono le World Series 1988, ma il giocatore fu lasciato fuori dal roster nei playoff. Il 29 giugno 1990 Valenzuela lanciò il suo unico no-hitter in una vittoria per 6-0 contro i St. Louis Cardinals. Tale no-hitter fu degno di nota anche perché fu il secondo lanciato in quella giornata. In precedenza, Dave Stewart degli Oakland Athletics vi riuscì contro i Toronto Blue Jays. Fu l'unica volta nella storia della Major League Baseball che furono lanciati due no-hitter nello stesso giorno. Ad ogni modo, dopo quella stagione, Valenzuela fu svincolato dai Dodgers. Il resto della carriera lo trascorse con i California Angels, i Baltimore Orioles, i Philadelphia Phillies, i San Diego Padres e i St. Louis Cardinals.
Valenzuela si ritirò dopo la stagione 1997. Nel 2003 fece ritorno ai Dodgers come commentatore televisivo e nel 2015 divenne un cittadino statunitense naturalizzato.

## Palmarès

### Club
- World Series: 1

Los Angeles Dodgers: 1981

### Individuale
- Cy Young Award: 1

1981
- MLB All-Star: 6

1981-1986
- Rookie dell'anno della National League - 1981
- Guanti d'oro: 1

1986
- Silver Slugger Award: 2

1981, 1983
- Leader della National League in vittorie: 1

1986
- Leader della MLB in strikeout: 1

1981